# Хафельауэ
Хафельауэ (нем. Havelaue) — община в Германии, в земле Бранденбург.
Входит в состав района Хафельланд. Подчиняется управлению Ринов.  Население составляет 957 человек (на 31 декабря 2010 года). Занимает площадь 74,14 км².
Коммуна подразделяется на 5 сельских округов.
| Год  | Население |
| ---- | --------- |
| 2005 | 1036      |
| 2010 | 988       |